# Sa Perda Pinta
Sa Perda Pinta ist ein sardischer Menhir. Er steht unweit der Via Nuoro, nordwestlich von Mamoiada in der Provinz Nuoro. Der einzige noch aufrecht stehende Stein mit Cup-and-Ring-Markierungen auf der Insel ist 2,7 m hoch 0,7 m breit und etwa 35 cm dick. Die vielen konzentrischen Kreise, von denen fünf deutlicher sichtbar sind, bestehen aus bis zu fünf Ringen. Die tassenförmigen mittigen Eintiefungen sind vergleichsweise klein. 
Ein Schalenstein, von dem es ein Gegenstück in Italien nur bei Monsagnasco im Piemont gibt, wurde in der Nähe von Sa Perda Pinta gefunden.
Neben Sa Perda Pinta sind auf Sardinien plattenartige Bruchstücke und Menhire mit Cup-and-Ring-Markierungen (Stele di Garaunele und S’Ena Manna auch Sa 'e Mazzozzo, Sa 'e Matzotzo genannt) bekannt; und das Fragment eines Su Rosariu genannten Menhirs.